# Nerošov
Nerošov (dříve též Nerešov německy Nereschow) je malá vesnice, část města Nechanice v okrese Hradec Králové. Nachází se asi 5 km na sever od Nechanic. Prochází zde silnice II/323. V roce 2009 zde bylo evidováno 22 adres. V roce 2001 zde trvale žilo 26 obyvatel.
Nerošov je také název katastrálního území o rozloze 1,41 km2.

## Historie
První písemná zmínka o obci pochází z roku 1372.

## Pamětihodnosti
- Vodní mlýn č.p. 7